# Янтоляк, Мариян
Ма́риян Янто́ляк (хорв. Marijan Jantoljak; 7 февраля 1940, Загреб — 10 апреля 2025, Риека) — югославский футбольный вратарь и хорватский футбольный тренер.

## Биография

### Клубная карьера
В 1960 году Янтоляк присоединился к «Риеке», за которую играл в течение одиннадцати сезонов. В общей сложности он сыграл за «Риеку» 430 матчей и благодаря этому является рекордсменом среди вратарей клуба. В сезоне 1969/1970 установил уникальный рекорд в истории клуба, сыграв 917 минут без пропущенных мячей. За всё время, проведённое в «Риеке», забил 15 голов и все с пенальти. В 1971 году перешёл в «Борац» из Баня-Луки, за которую отыграл пять сезонов. Затем он играл за «Металац» и «Сегесту», где завершил игровую карьеру.

### Карьера в сборной
За сборную Югославии дебютировал 12 октября 1966 года в товарищеском матче со сборной Израиля, выйдя на замену вместо Илии Пантелича. Югославия одержала победу в том матче со счётом 3:1. Он стал первым вратарём «Риеки», который играл за национальную сборную.

### Тренерская карьера
С 1991 по 1992 год, а затем в 1995 году Янтоляк работал главным тренером «Риеки». Помимо «Риеки», он работал главным тренером запрешичского «Интера», «Карловаца», «Копера», «Ориента» и нескольких хорватских клубов. Однако, затем он до конца жизни работал в «Риеке» в системе молодёжной команды, занимаясь подготовкой молодых вратарей.

### Смерть
Скончался 10 апреля 2025 года в Риеке в возрасте 85 лет.